# Крајцер
Крајцер је био мали сребрни новац, назван по двоструком крсту (лат. denarius cruciatus) на његовом реверсу. У XIII. и XIV веку ковао се у Мерану, Тиролу и у Верони, а од 1477. и у Халеу.
Тежина му је постепено падала од 1,69 на 1,06 грама.
Од времена Марије Терезије до краја XIX века кује се у бакру. Као ситан метални новац био је у оптицају у делу Немачке до 1871, а у Аустроугарској до 1892. године.